# Consejo Estatal de la República de Crimea
El Consejo Estatal de la República de Crimea es el parlamento unicameral de la República de Crimea, república de la Federación de Rusia de acuerdo con la Constitución de la República de Crimea, aprobada el 11 de abril de 2014 por el Consejo Estatal de la República de Crimea. Esto no es reconocido por Ucrania, quien disolvió el Consejo Supremo de Crimea.  Está compuesto por 100 diputados.
La sede del parlamento está ubicada en el centro de Simferópol, capital de la República de Crimea. Su actual presidente es Vladímir Konstantínov, desde el 17 de marzo de 2010. La mayoría de sus miembros son parte del Partido de las Regiones.
El 14 de septiembre de 2014, se llevó a cabo en 84 de las 85 regiones de Rusia elecciones parlamentarias y municipales. El partido oficialista, Rusia Unida (con 71,4%), y el Partido Liberal-Democrático (con más de 8%) obtuvieron escaños en el Consejo Estatal de la República de Crimea. La Unión Europea consideró como «ilegítimas» las elecciones.